# 기요보리촌
기요보리촌(일본어: 清堀村)은 일본 오사카부 히가시나리군에 설치되었던 촌이다. 현재의 오사카시 덴노지구 북부와 주오구 일부에 해당한다.

## 역사
- 1889년 4월 1일 -  히가시나리군 기요보리촌이 단독으로 정촌제를 시행하였다.
- 1897년 4월 1일 -  오사카시에 편입해 히가시구가 되었다.
- 1943년 -  구 경계 변경에 수반해 구촌 지역 중 덴노지구로 편입되었다.

.

## 참고문헌
- 角川日本地名大辞典 27 大阪府』（角川書店、1983年） ISBN 978-4-04-001270-4